# Lieve (kanaal)

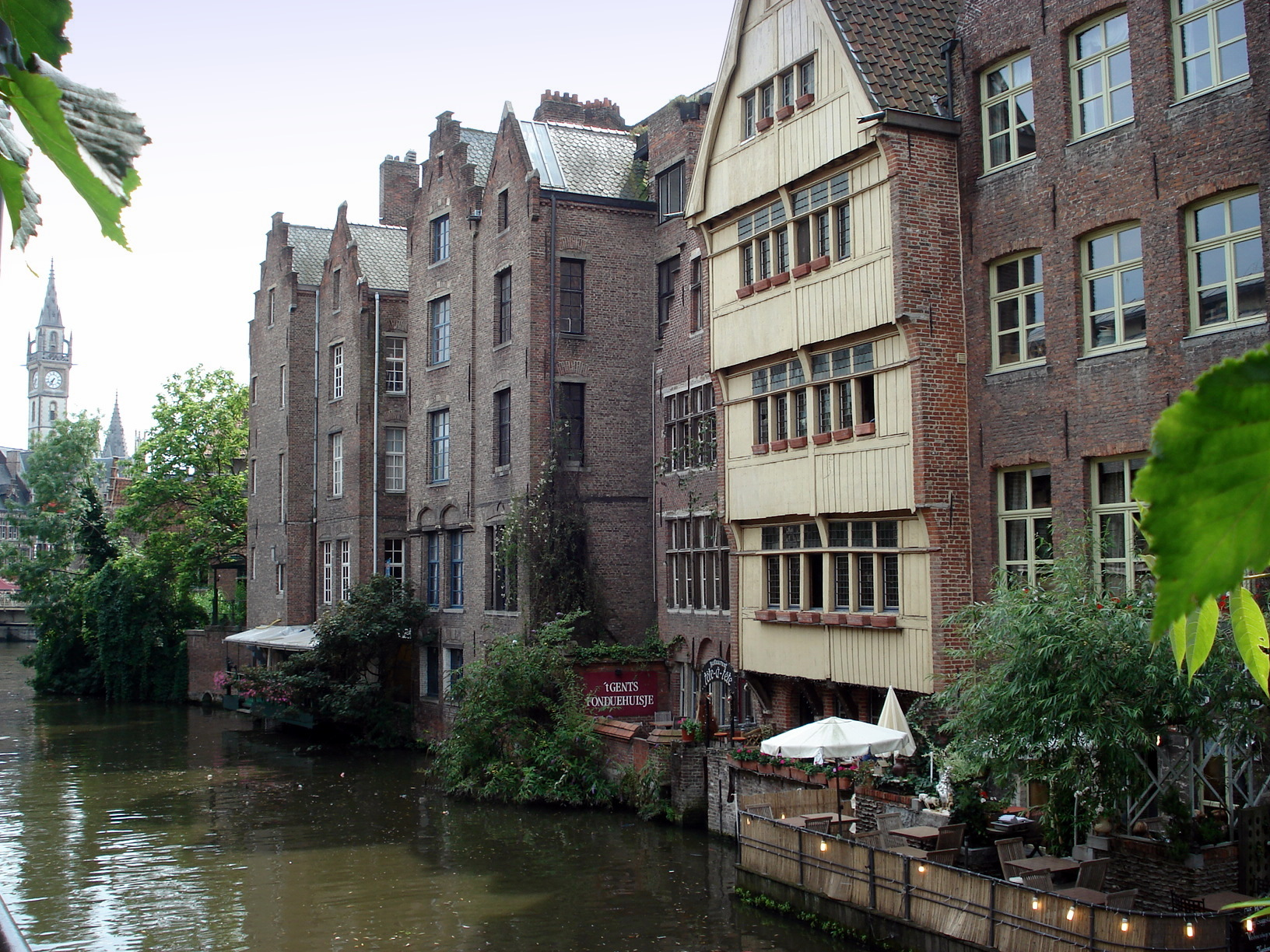
De Lieve in Gent, vlak bij de verbinding met de Leie

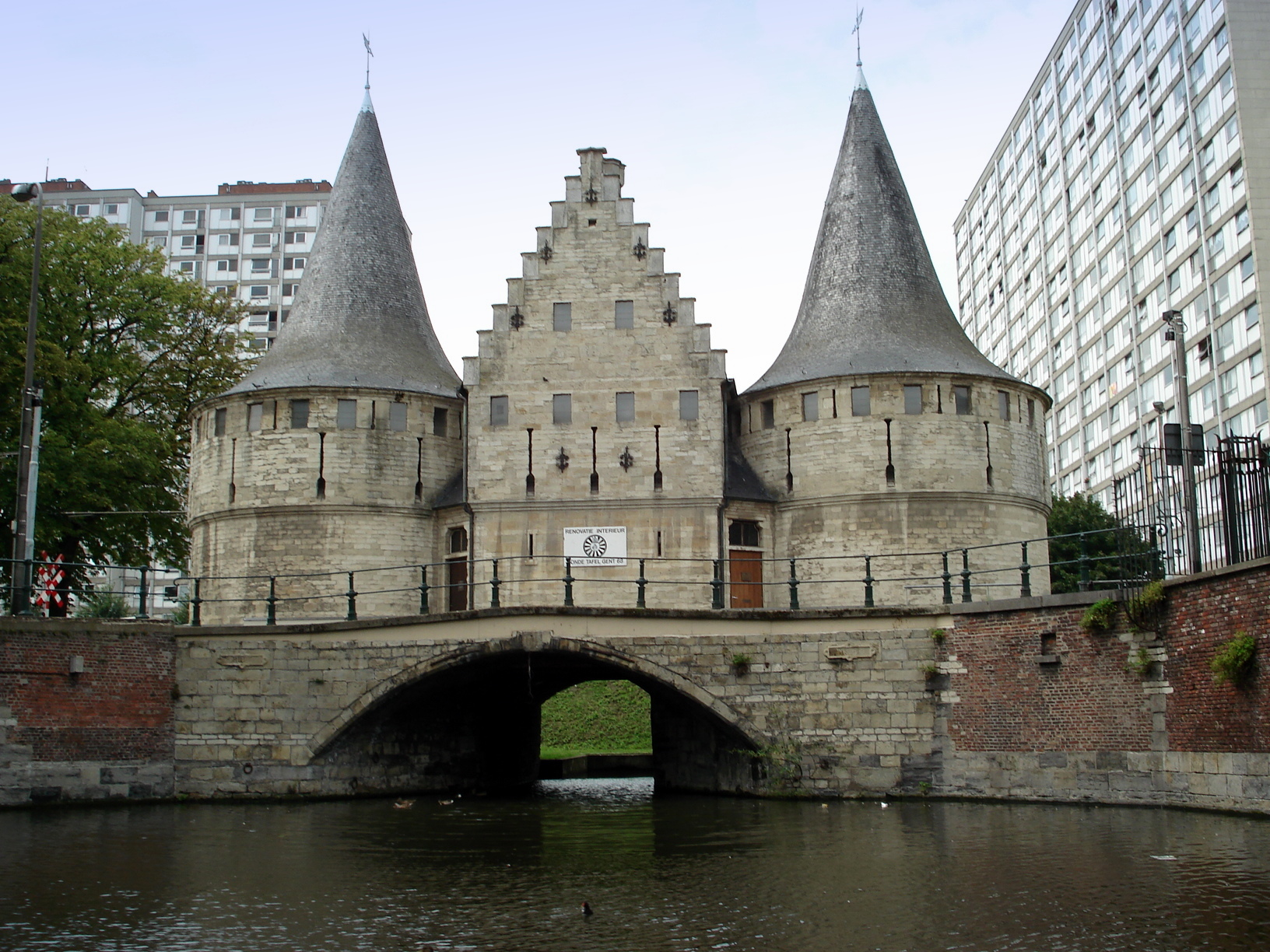
De Lieve aan het Rabot in Gent

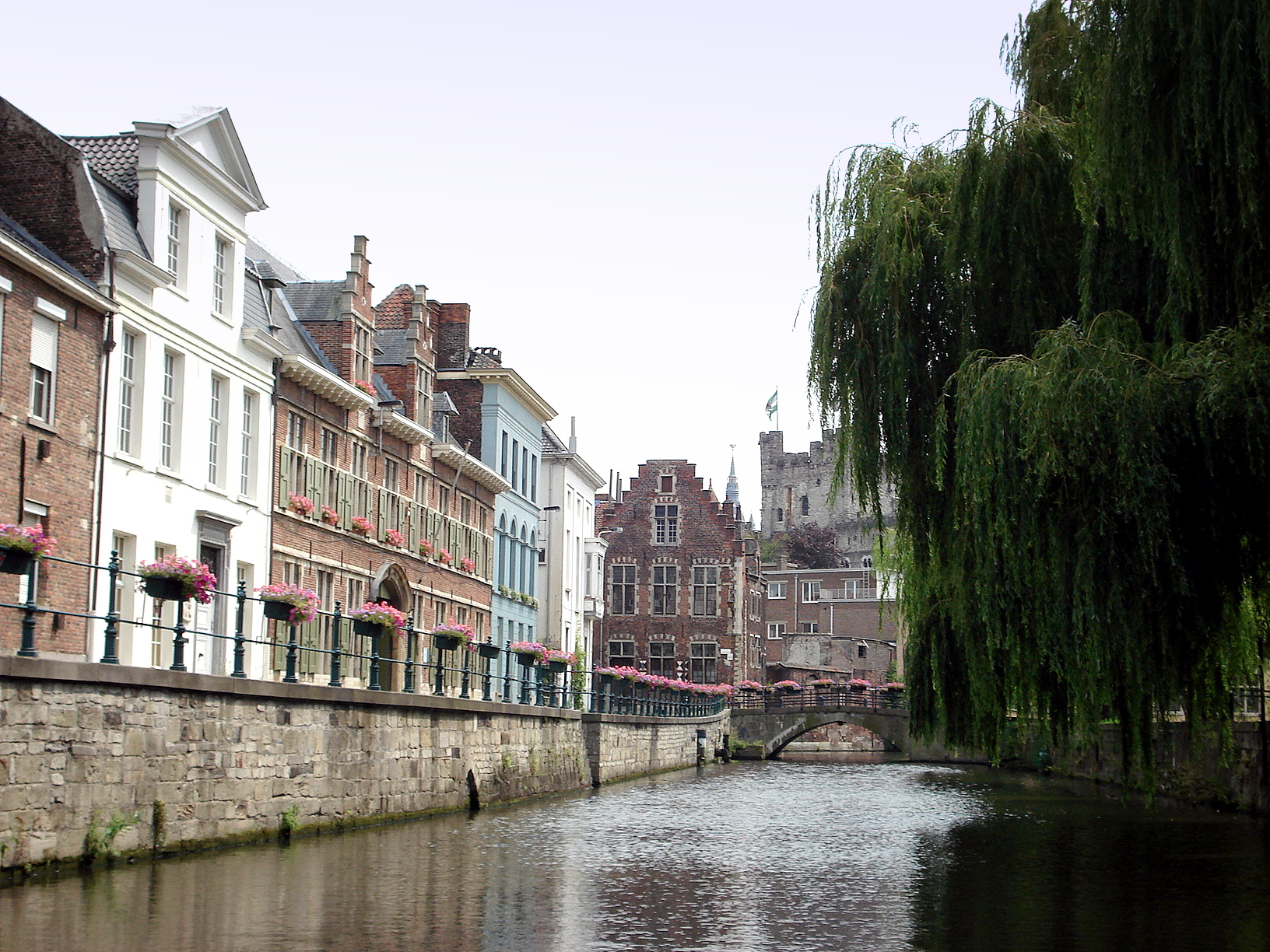
De Augustijnenkaai en Lievekaai aan de Lieve in Gent

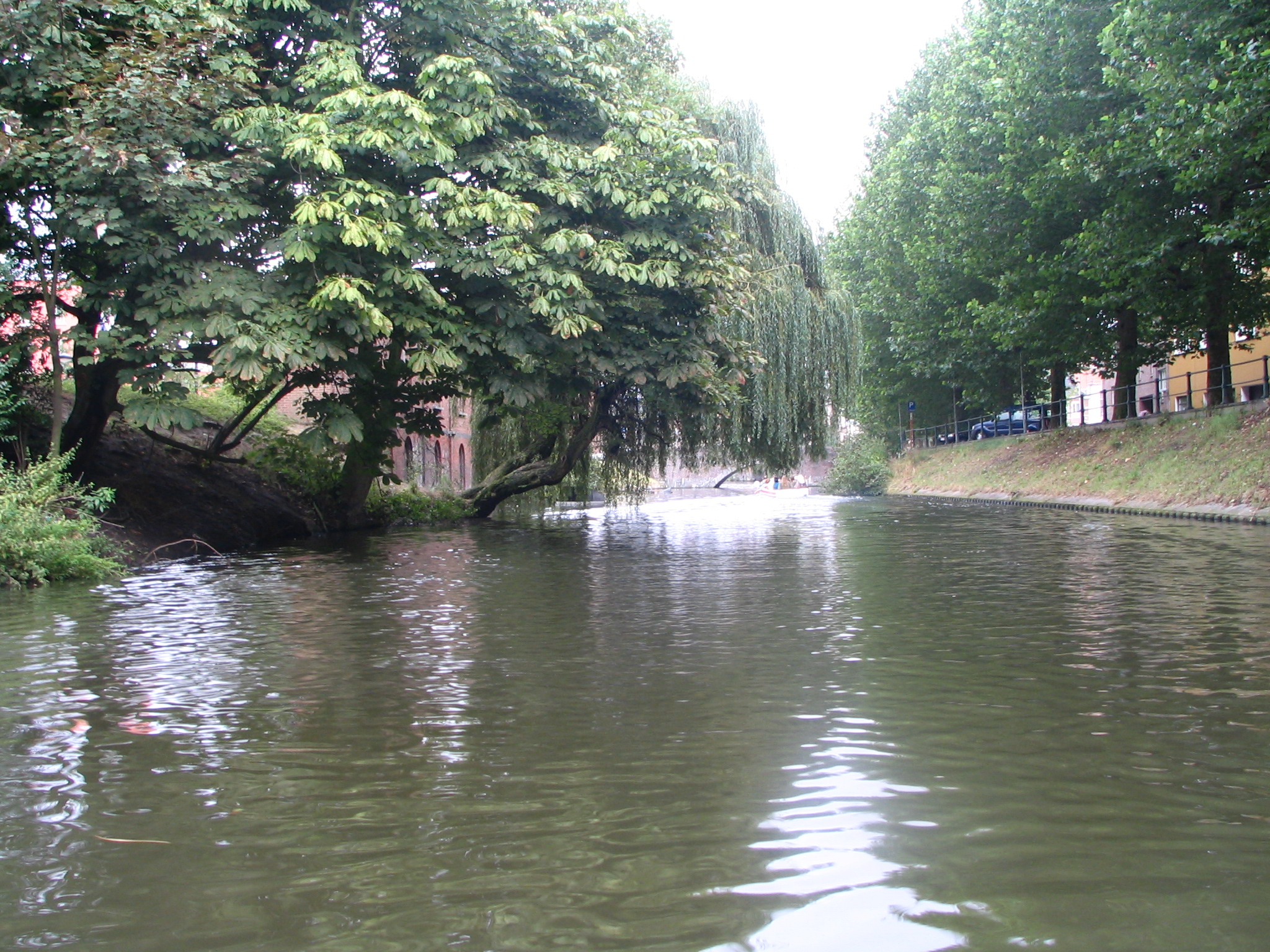
De Lieve in Gent

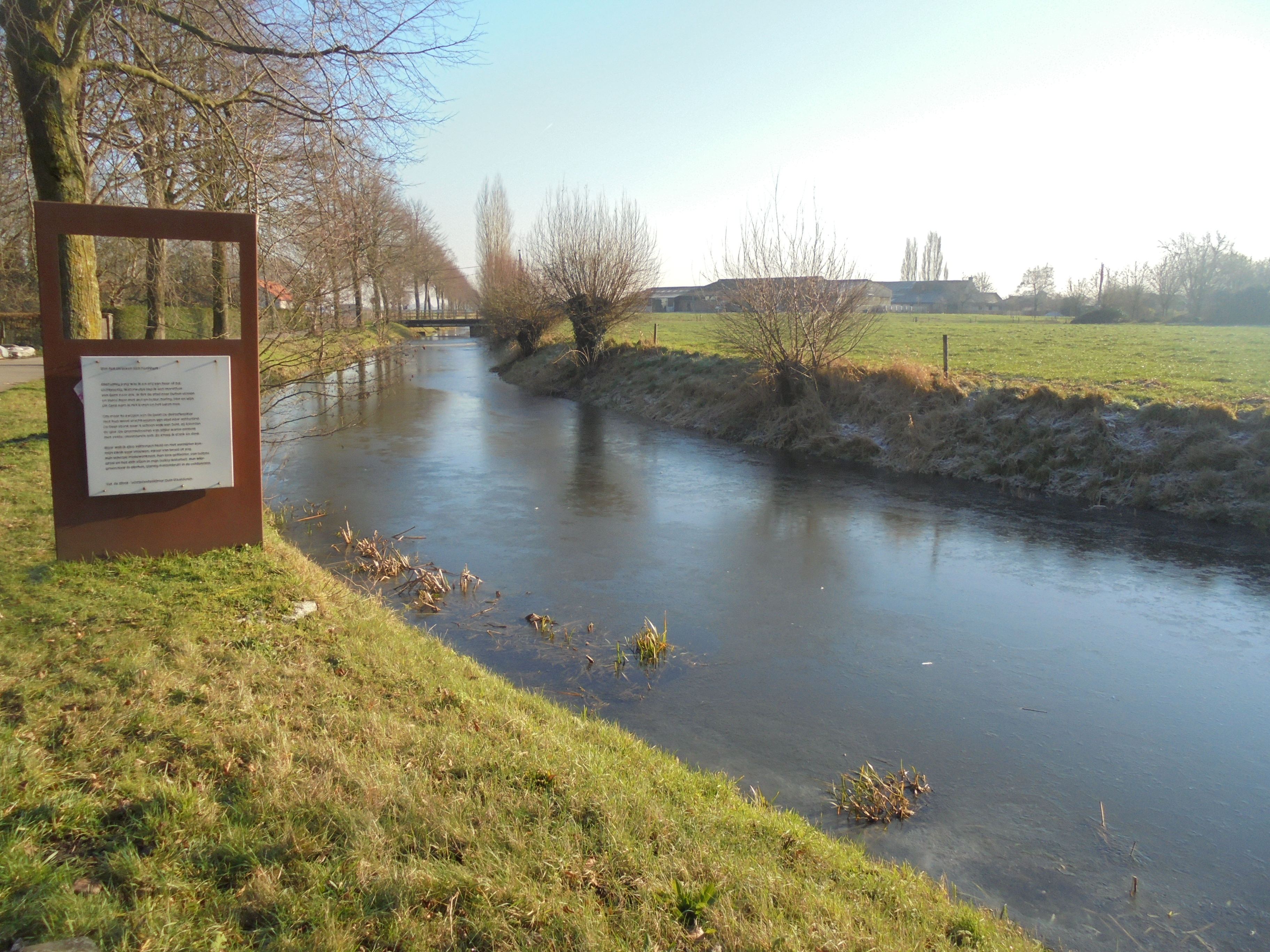
De Lieve nabij de Beirtjesbrug in Waarschoot

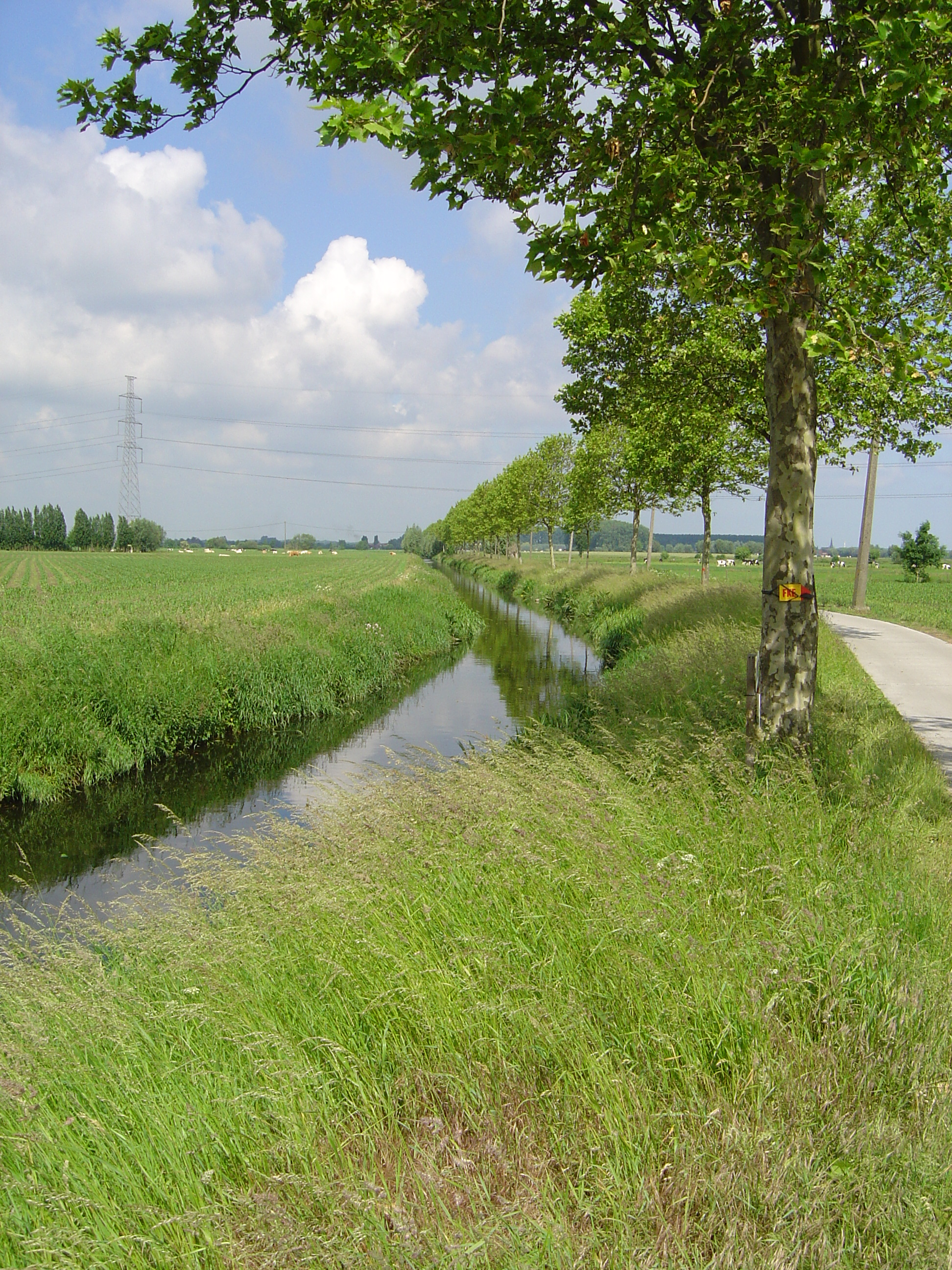
Langs De Lieve Tussen Waarschoot en Lovendegem

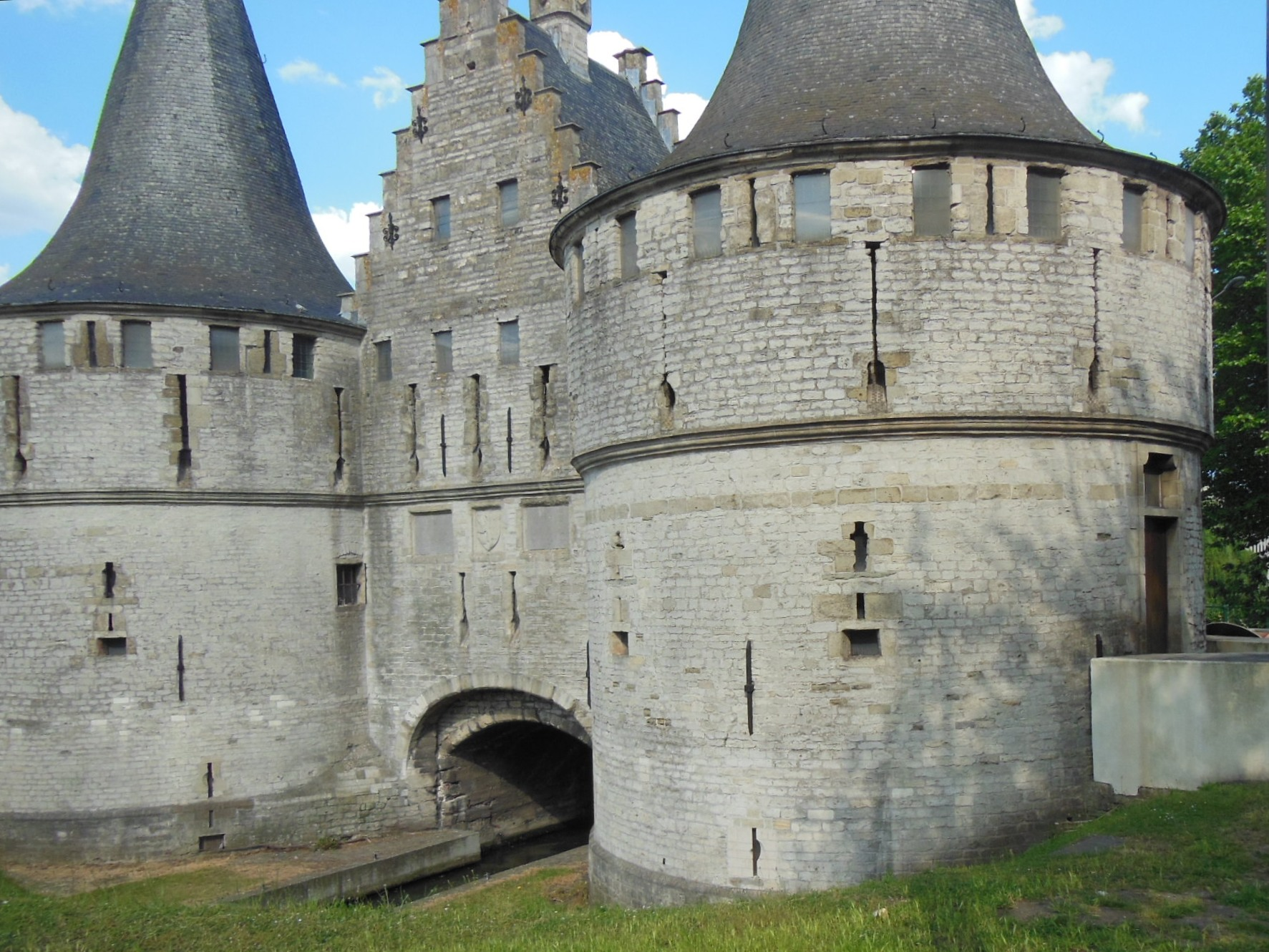
De Lieve in Gent eindigt ter hoogte van Het Rabot

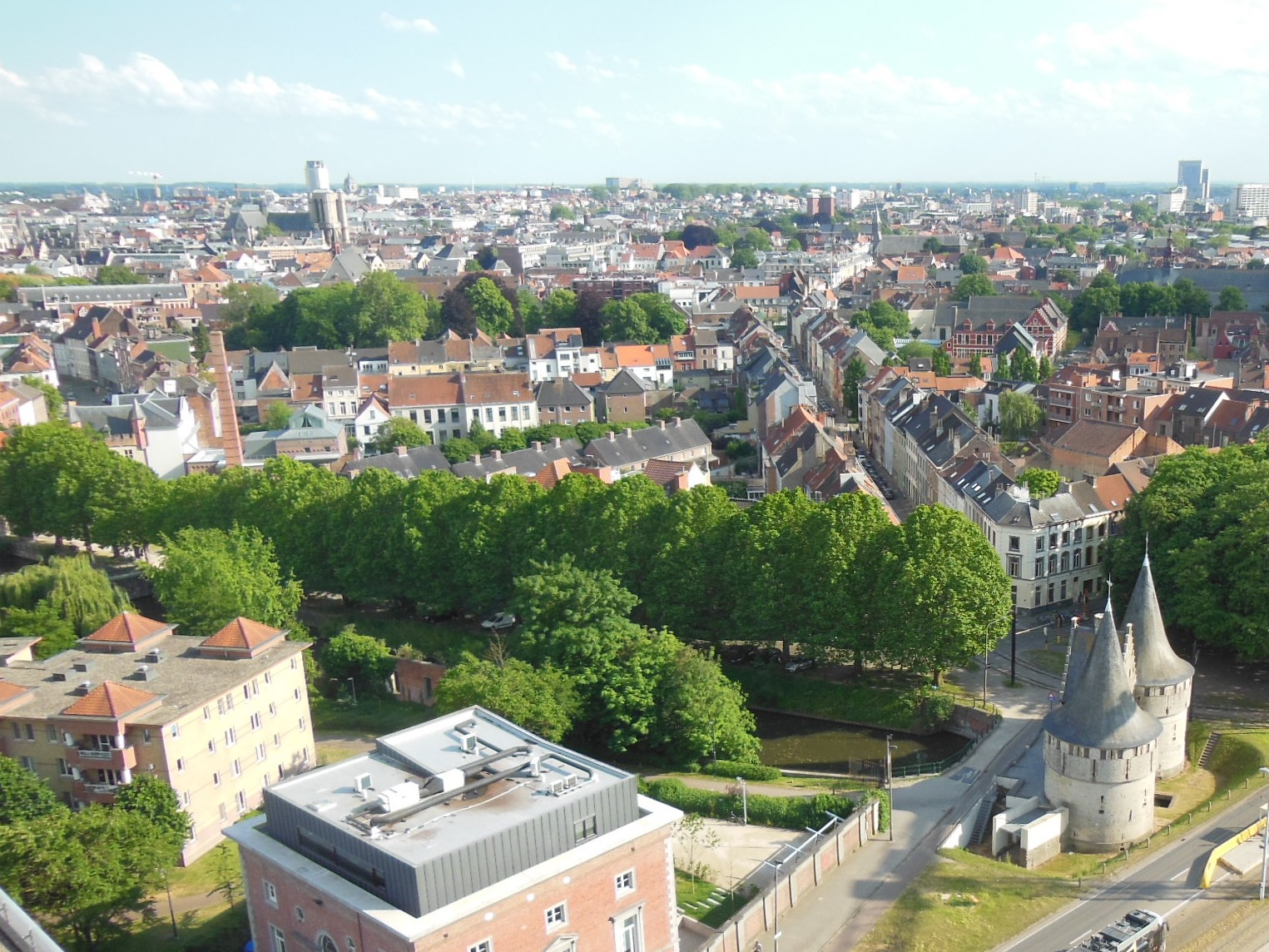
De Lieve in Gent is ter hoogte van Het Rabot afgesloten

De Lieve, in de spreektaal vaak met een verkleinwoord het Liefke of Liefken genoemd, is een kanaal dat vanaf 1251 van Gent, beginnend bij het Gravensteen, naar het Zwin bij Damme gegraven werd. Lieve is een fonetische variant van Leie (Leye). In het verleden werd het kanaal ook wel Gentse Leie genoemd. Het aanleggen van de Lieve zorgde voor de eerste splitsing tussen de bron en monding van de Durme.

## Geschiedenis
In de 13de eeuw konden Gentse schippers de Noordzee enkel bereiken via de Schelde en de toenmalige Honte. Nadelen van die vaarweg waren de lange afstand en de talrijke tollen. Gent was in volle ontwikkeling en had nood aan een goede verbinding met de Noordzee, d.w.z. een zeehaven. Damme, in vogelvlucht op 37 kilometer in westelijke richting van Gent, was de dichtstbijzijnde, voor zeeschepen toegankelijke haven. Gent vatte het plan op om op eigen kosten een kanaal te graven, de eerste kunstmatige waterverbinding tussen Gent en de Noordzee. Een in eigen beheer gegraven kanaal verzekerde Gent bovendien van de volledige controle over de waterweg.
In 1251 kreeg Gent van de gravin van Vlaanderen Margaretha van Constantinopel de toelating voor de graafwerken. Aanvankelijk was het de bedoeling de vaarweg via Aardenburg naar Slepeldamme te laten lopen. Van dat plan werd om onbekende reden afgeweken en tien jaar na de aanleg al werd een nieuwe loop gegraven naar Damme.
De graafwerken begonnen in 1251. In 1269 was het 47 kilometer lange kanaal, de Lieve, van Gent naar Damme voltooid. In Gent was de Lieve ter hoogte van het Gravensteen verbonden met de Leie. In Damme, sloot ze met een zeesluis, de Gentse Speye, aan op het Zwin. Het volledig tracé was onteigend geworden. Landwegen en afwateringskanalen waren doorsneden en bruggen en sifons gebouwd. De kosten waren gigantisch, maar Gent had nu een private kustverbinding.
Gent, aan de monding van de Leie in de Schelde, ligt uiteraard in het stroomgebied van de Schelde. Damme echter, ligt in stroomgebied van de Noordzee. Het kanaal moest dus noodzakelijkerwijs de waterscheidingslijn tussen de twee stroomgebieden Schelde en Noordzee overbruggen. Het kanaal werd met negen rabotten, waarvan één aan elk uiteinde, in panden verdeeld die, als de treden van een trap, gezien van Gent richting Damme telkens iets hoger lagen en, eens over de waterscheidingslijn, telkens iets lager. Om de druk op de hefdeur van het rabot te beperken bedroeg het hoogteverschil tussen de panden maximaal 50 cm. Telkens een schip door wou varen moest de rabothouder de hefdeur opwinden. De Lieve is het eerste kanaal, dat een waterkeringslijn tussen de kustvlakte en het Scheldebekken overschrijdt. Het kanaal werd van voldoende water voorzien vanuit het hoogste pand van 15 km, dat talrijke beken afsneed en gebruik maakte van het kwelwater van de cuesta van Oedelem-Zomergem. In de Oudburg, het Bruggraafschap van Gent, bezat Gent enkel het kanaal van ca. 5 m breed en 2 jaagpaden van elk 1,2 m breed, maar in het Brugse Vrije, ten noorden van de waterscheiding, onteigende Gent een strook van maar liefst 77 m breed: de Lievebermen. Daar was de Lieve een kanaal in ophoging, niet ingegraven. In de polders sloten de dijken aan op de zeedijken van het Zwin en die moesten bestand zijn tegen stormvloeden. Om hoge, stevige dijken aan te leggen was een brede strook nodig.
Enkele eeuwen lang was het economisch belang van de Lieve voor Gent zeer groot, onder andere voor de drukke handel met Engeland. Naarmate het Zwin meer en meer verzandde, nam ook het nut van de Lieve langzaam af. Naar huidige normen kon het kanaal sowieso slechts kleine schepen aan: maximaal 4,5 meter lang, 2,4 meter breed en 90 cm diep.
In 1547 gaf keizer Karel V toestemming voor het graven van de Sassevaart, (later vervangen door het kanaal Gent-Terneuzen), zodat Gent een veel directere verbinding had met de Noordzee. Ook de economische macht van steden als Brugge, Sluis en Damme ging achteruit, wat nog meer bijdroeg aan de teloorgang van de Lieve. Het kanaal dat altijd eigendom geweest was van de stad Gent, werd dan ook verkocht in 1828 aan de aangelanden.
In 1847 liet men het (toen gegraven) Leopoldkanaal het tracé van de Lieve volgen tussen Stroobrugge in Maldegem en Moerkerke in Damme. In 1864 palmde het Schipdonkkanaal de bedding van de Lieve en de Lievebermen in tussen Stoktevijver in Zomergem en Stroobrugge in Maldegem. De brede Lievebermen bleven enkel bewaard in Moerkerke en Damme.
Tot aan de Tweede Wereldoorlog werd op de Lieve, beer van de stad Gent met schuiten naar Lovendegem gevoerd, om daar de velden te bemesten. In Gent is de Lieve in 1872 voor een stuk opgevuld en verdwenen tussen het Rabot en het Verbindingskanaal. Tussen het Verbindingskanaal en de Ringvaart loopt de Lieve nu als een miezerige en sterk vervuilde beek doorheen Wondelgem en is haar loop zeer moeilijk te volgen.

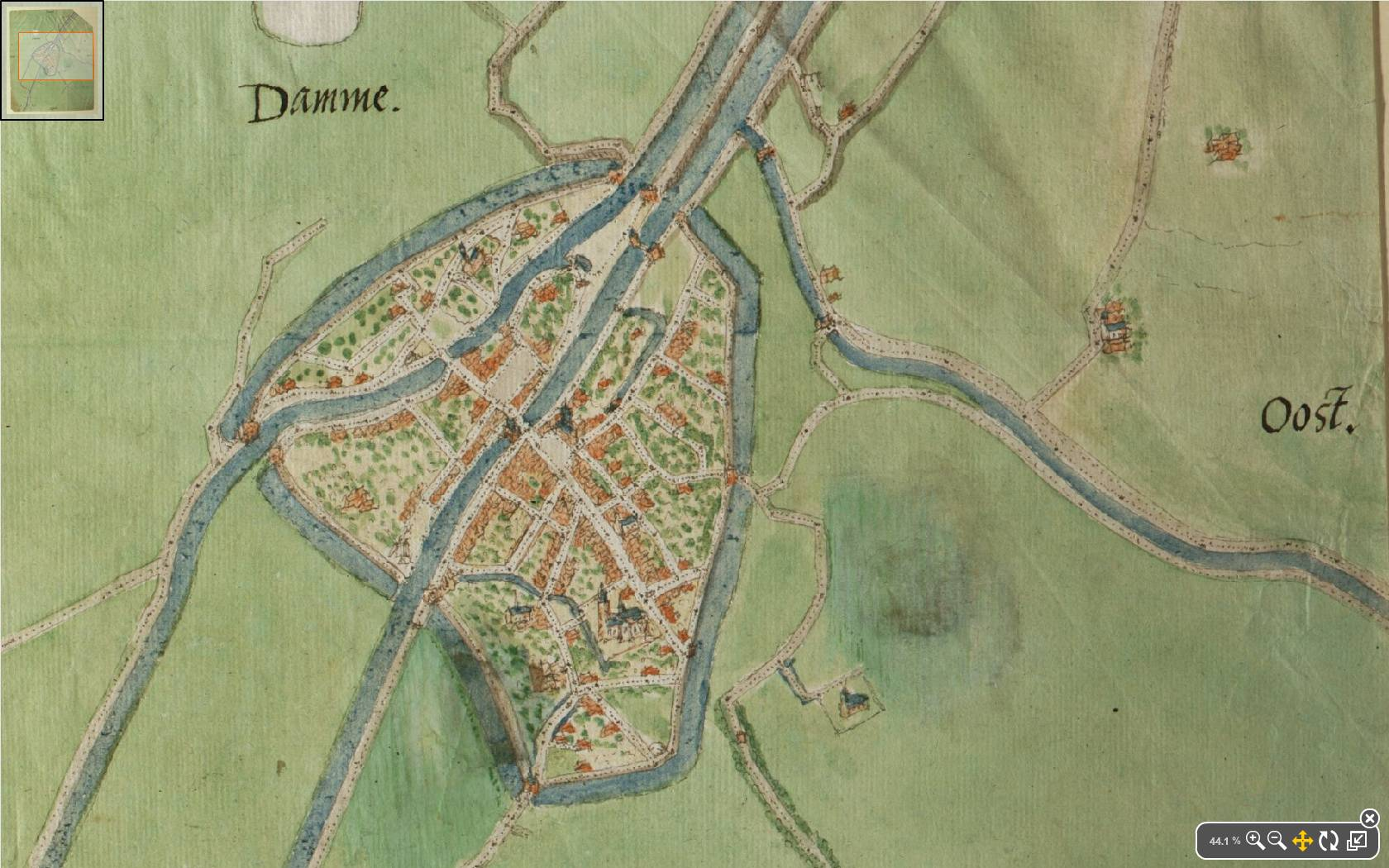
De Lieve bij Damme in de 16e eeuw
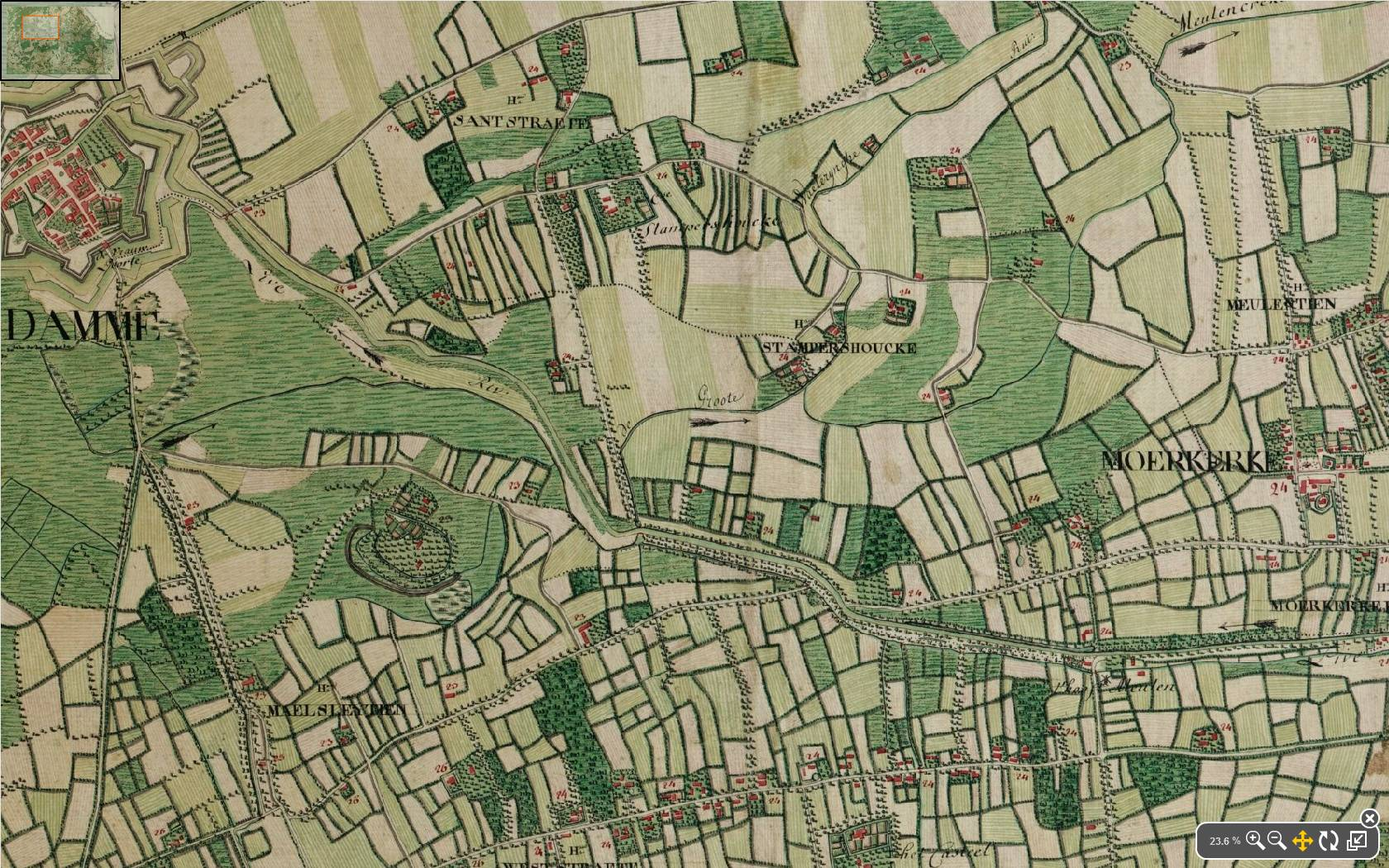
De Lieve met brede Lievebermen tussen Moerkerke en Damme op de Ferrariskaart, 1775
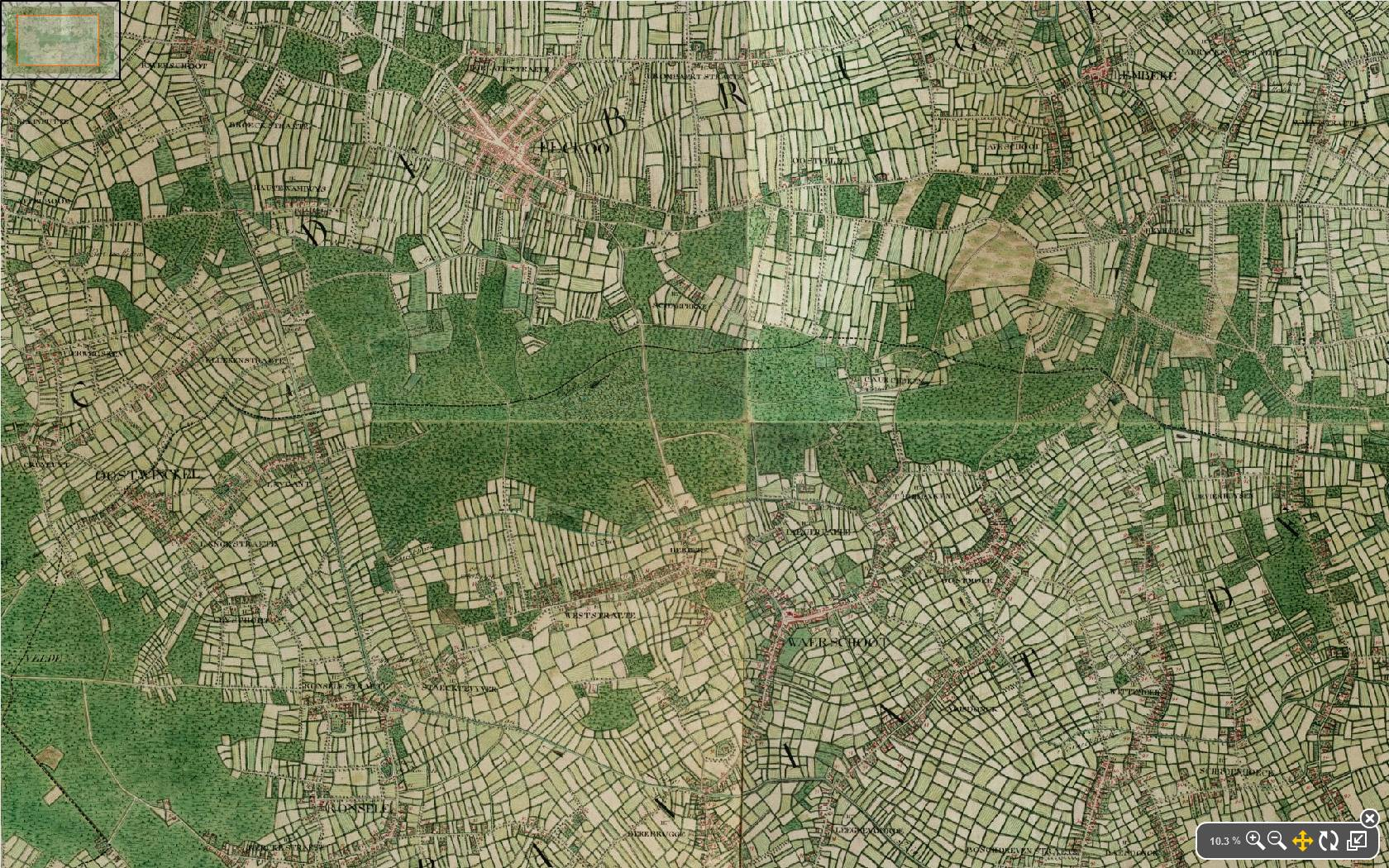
De Lieve tussen Waarschoot en Raverschoot op de Ferrariskaart, 1775

## Vandaag
Het gedeelte van de Lieve dat niet samenvalt met het Leopoldkanaal en het Schipdonkkanaal is nu grotendeels gedempt. Er resten vandaag nog vier stukken Lieve:
1. het stuk van Damme tot Moerkerke dat grotendeels verland is
2. het stuk tussen het Schipdonkkanaal te Stoktevijver en de Brugse Vaart te Evergem-Belzele
3. het stuk tussen Meulestede (Gent aan kanaal Gent-Terneuzen) en Wondelgem
4. het korte trajectje in het centrum van Gent tussen het Gravensteen en het Rabot.

Het korte stuk in Gent is toeristisch en stroomt langs het Gravensteen, de Lievekaai, het Prinsenhof en het Rabot. Het tweede traject wordt tegenwoordig toeristisch gepromoot door VVV De Lieve en kan over de gehele lengte worden verkend via een fietspad op de noordelijke oever.
Voor het tracé in Damme is er onlangs een aanvraag ingediend voor erkenning als landschappelijk monument.

## Fusie
Bij de vrijwillige gemeentelijke fusie van de gemeenten Lovendegem, Waarschoot en Zomergem werkte de naam van de Lieve inspirerend. Tijdens de eerste besprekingen in 2017 over de komende fusie was de projectnaam voor de nieuwe gemeente De Lieve. Na een volksraadpleging werd gekozen voor de naam Lievegem voor de nieuwe fusiegemeente vanaf 1 januari 2019.